# 三津田信三
三津田 信三（みつだ しんぞう、1962年〈昭和37年〉- ）は、日本の小説家・元編集者。
2010年、『水魑の如き沈むもの』で第10回本格ミステリ大賞（小説部門）を受賞する。

## 経歴・人物
奈良県生まれ。1962年生まれ。Googleのナレッジパネルに1978年8月25日生まれとあるが、著者自身が『わざと忌み家を建てて棲む』（中央公論新社）の本文中で否定している。高野山大学文学部人文学科国文学専攻卒業。編集者として出版社での勤務経験がある。編集者としての主な企画には、「ワールド・ミステリー・ツアー13」シリーズ、「日本怪奇幻想紀行」シリーズ、ホラージャパネスク叢書などがある。2001年、『ホラー作家の棲む家』で小説家デビューを果たす。以降もホラー色の濃いミステリ小説を発表。2010年、『水魑の如き沈むもの』で第10回本格ミステリ大賞（小説部門）を受賞する（同時受賞は歌野晶午『密室殺人ゲーム2.0』）。
子供の頃は、江戸川乱歩の「少年探偵」シリーズやジュール・ヴェルヌのジュブナイルものなどを読んでおり、やがてガストン・ルルー『黄色い部屋の秘密』とA・A・ミルン『赤い館の秘密』を読んだのをきっかけとして、アガサ・クリスティーやディクスン・カー、ヴァン・ダイン、エラリー・クイーンなどの海外の本格ミステリに熱中し、中学生・高校生の時も愛読していた。大学生の頃に、ホラーの面白さにも目覚め、またスティーヴン・キングの影響で、ジャンルを超えた面白さに惹かれるようになる。
代表的な著作として、作者と同名の作家を登場人物とした作家三部作と、流浪の幻想小説家を語り手とした刀城言耶シリーズがある。作家三部作はメタ構造をもった幻想怪奇小説であることが多いが、刀城言耶シリーズは最後のページを読むまでその作品が推理小説なのか怪異譚なのかわからないという構造が特徴的である。密室からの人間消失や、閉鎖空間での連続殺人（いわゆるクローズド・サークル）に代表される本格ミステリあるいは新本格ミステリのテイストと、土俗的・民俗学的な怪異譚の融合を図った作風をもつ。著作は中国語や韓国語などに翻訳されている。

## 受賞・候補歴
- 1994年 - 「子喰鬼縁起」で第1回創元推理短編賞候補
- 2008年 - 『首無の如き祟るもの』で第61回日本推理作家協会賞（長編および連作短編集部門）候補、第8回本格ミステリ大賞（小説部門）候補[9]
- 2009年 - 『山魔の如き嗤うもの』で第9回本格ミステリ大賞（小説部門）候補[10]
- 2010年 - 『水魑の如き沈むもの』で第10回本格ミステリ大賞（小説部門）受賞[11]
- 2013年 - 『幽女の如き怨むもの』で第66回日本推理作家協会賞（長編および連作短編集部門）候補
- 2019年 - 『碆霊の如き祀るもの』で第72回日本推理作家協会賞（長篇および連作短編集部門）候補、第19回本格ミステリ大賞（小説部門）候補[12]
- 2022年 - 「刀城言耶シリーズ」で第7回吉川栄治文庫賞候補、『忌名の如き贄るもの』で第75回日本推理作家協会賞（長篇および連作短編集部門）候補

## ミステリ・ランキング

### 週刊文春ミステリーベスト10
- 2007年 - 『首無の如き祟るもの』5位
- 2008年 - 『山魔の如き嗤うもの』7位
- 2010年 - 『水魑の如き沈むもの』20位
- 2012年 - 『幽女の如き怨むもの』10位
- 2016年 - 『黒面の狐』14位
- 2018年 - 『碆霊の如き祀るもの』8位
- 2021年 - 『忌名の如き贄るもの』10位

### このミステリーがすごい!
- 2008年 - 『首無の如き祟るもの』5位
- 2009年 - 『山魔の如き嗤うもの』8位
- 2011年 - 『水魑の如き沈むもの』7位
- 2013年 - 『幽女の如き怨むもの』4位
- 2019年 - 『碆霊の如き祀るもの』6位
- 2022年 - 『忌名の如き贄るもの』7位

### 本格ミステリ・ベスト10
- 2007年 - 『厭魅の如き憑くもの』3位、『凶鳥の如き忌むもの』23位
- 2008年 - 『首無の如き祟るもの』2位
- 2009年 - 『山魔の如き嗤うもの』1位
- 2010年 - 『密室の如き籠るもの』18位
- 2011年 - 『水魑の如き沈むもの』3位
- 2012年 - 『生霊の如き重るもの』15位
- 2013年 - 『幽女の如き怨むもの』4位
- 2016年 - 『黒面の狐』11位
- 2017年 -  20周年企画「20年分の本格ミステリ・ベスト・オブ・ベストランキング！」『首無の如き祟るもの』1位
- 2019年 - 『碆霊の如き祀るもの』2位
- 2020年 - 『魔偶の如き齎すもの』27位
- 2022年 - 『忌名の如き贄るもの』8位

### ミステリが読みたい!
- 2008年 - 『首無の如き祟るもの』3位
- 2009年 - 『山魔の如き嗤うもの』2位
- 2011年 - 『水魑の如き沈むもの』5位
- 2013年 - 『幽女の如き怨むもの』1位
- 2019年 - 『碆霊の如き祀るもの』3位
- 2022年 - 『忌名の如き贄るもの』6位

## 作品リスト

### 作家三部作
- ホラー作家の棲む家（2001年8月 講談社ノベルス）
  - 【改題】忌館 ホラー作家の棲む家（2008年7月 講談社文庫）
- 作者不詳 ミステリ作家の読む本（2002年2月 講談社ノベルス / 2010年12月 講談社文庫【上下】）
- 蛇棺葬（2003年9月 講談社ノベルス / 2013年10月 講談社文庫）
- 百蛇堂 怪談作家の語る話（2003年12月 講談社ノベルス / 2013年12月 講談社文庫）

### サ行シリーズ
- シェルター 終末の殺人（2004年5月 東京創元社 ミステリ・フロンティア / 2015年1月 講談社文庫）
- スラッシャー 廃園の殺人（2007年6月 講談社ノベルス / 2012年9月 講談社文庫 / 2024年3月 角川ホラー文庫）

### 刀城言耶シリーズ
- 厭魅の如き憑くもの（2006年2月 原書房 ミステリー・リーグ / 2009年3月 講談社文庫）
- 凶鳥の如き忌むもの（2006年9月 講談社ノベルス / 2009年4月 原書房 ミステリー・リーグ【特装版】 / 2012年10月 講談社文庫）
  - 【特装版】は『天魔の如き跳ぶもの』を併録。
- 首無の如き祟るもの（2007年5月 原書房 ミステリー・リーグ / 2010年5月 講談社文庫）
- 山魔の如き嗤うもの（2008年4月 原書房 ミステリー・リーグ / 2011年5月 講談社文庫）
- 密室の如き籠るもの（2009年7月 講談社ノベルス / 2012年5月 講談社文庫）
  - 【収録作品】首切りの如き裂くもの / 迷家の如き動くもの / 隙魔の如き覗くもの / 密室の如き籠るもの
- 水魑の如き沈むもの（2009年12月 原書房 ミステリー・リーグ / 2013年5月 講談社文庫）
- 生霊の如き重るもの（2011年7月 講談社ノベルス / 2014年7月 講談社文庫）
  - 【収録作品】死霊の如き歩くもの / 天魔の如き跳ぶもの / 屍蠟の如き滴るもの / 生霊の如き重るもの / 顔無の如き攫うもの
- 幽女の如き怨むもの（2012年4月 原書房 ミステリー・リーグ / 2015年6月 講談社文庫）
- 碆霊の如き祀るもの（2018年6月 原書房 ミステリー・リーグ / 2021年6月 講談社文庫）
- 魔偶の如き齎すもの（2019年7月 講談社 / 2022年6月 講談社文庫）
  - 【収録作品】妖服の如き切るもの / 巫死の如き甦るもの / 獣家の如き吸うもの / 魔偶の如き齎すもの / 椅人の如き座るもの（文庫版のみ）
- 忌名の如き贄るもの（2021年7月 講談社 / 2023年9月 講談社文庫）

### 死相学探偵シリーズ
- 十三の呪 死相学探偵1（2008年6月 角川ホラー文庫）
- 四隅の魔 死相学探偵2（2009年3月 角川ホラー文庫）
- 六蠱の躯 死相学探偵3（2010年3月 角川ホラー文庫）
- 五骨の刃 死相学探偵4（2014年3月 角川ホラー文庫）
- 十二の贄 死相学探偵5（2015年11月 角川ホラー文庫）
- 八獄の界 死相学探偵6（2016年11月 角川ホラー文庫）
- 九孔の罠 死相学探偵7（2019年12月 角川ホラー文庫）
- 死相学探偵最後の事件（2021年1月 角川ホラー文庫）

### 家シリーズ
- 禍家（2007年7月 光文社文庫 / 2013年11月 角川ホラー文庫）
- 凶宅（2008年9月 光文社文庫 / 2017年11月 角川ホラー文庫）
- 魔邸（2017年12月 KADOKAWA / 2020年11月 角川ホラー文庫）

### 幽霊屋敷シリーズ
- どこの家にも怖いものはいる（2014年8月 中央公論新社 / 2017年6月 中公文庫）
- わざと忌み家を建てて棲む（2017年7月 中央公論新社 / 2020年6月 中公文庫）
- そこに無い家に呼ばれる（2020年7月 中央公論新社）

### 物理波矢多シリーズ
- 黒面の狐（2016年10月 文藝春秋 / 2019年3月 文春文庫）
- 白魔の塔（2019年4月 文藝春秋 / 2021年10月 文春文庫）
- 赫衣の闇（2021年12月 文藝春秋）

### 五感シリーズ
- のぞきめ（2012年11月 角川書店 / 2015年3月 角川ホラー文庫）
- みみそぎ（2022年11月 KADOKAWA）

### 鬼遊びシリーズ
- 七人の鬼ごっこ（2011年3月 光文社 / 2013年9月 光文社文庫 / 2024年7月 中公文庫）
- 六人の笛吹き鬼（2024年9月 中央公論新社）

### 怪民研シリーズ
- 歩く亡者 怪民研に於ける記録と推理（2023年6月 KADOKAWA/ 2025年5月 角川ホラー文庫）
  - 【収録作品】歩く亡者 / 近寄る首無女 / 腹を裂く狐鬼と縮む蟇家 / 目貼りされる座敷婆 / 佇む口食女
- 寿ぐ嫁首 怪民研に於ける記録と推理（2025年6月 KADOKAWA）

### その他の長篇
- 災園（2010年9月 光文社文庫）
  - 【改題】子狐たちの災園（2022年7月 角川ホラー文庫）

### その他の短篇集・連作短篇集
- 赫眼（2009年9月 光文社文庫）
  - 【収録作品】赫眼 / 怪奇写真作家 / 怪談奇談・四題1 旧家の祟り / 見下ろす家 / 怪談奇談・四題2 原因 / よなかのでんわ / 灰蛾男の恐怖 / 怪談奇談・四題3 愛犬の死 / 後ろ小路の町家 / 怪談奇談・四題4 喫茶店の客 / 合わせ鏡の地獄 / 死を以て貴しと為す
- ついてくるもの（2012年9月 講談社ノベルス / 2015年9月 講談社文庫）
  - 【収録作品】夢の家 / ついてくるもの / ルームシェアの怪 / 祝儀絵 / 八幡藪知らず / 裏の家の子供 / 椅人の如き座るもの（ノベルス版のみ） / 百物語憑け（文庫版のみ）
- 誰かの家（2015年7月 講談社ノベルス / 2017年3月 講談社文庫）
  - 【収録作品】つれていくもの / あとあとさん / ドールハウスの怪 / 湯治場の客 / 御塚様参り / 誰かの家
- 怪談のテープ起こし（2016年7月 集英社 / 2019年1月 集英社文庫）
  - 【収録作品】序章 / 死人のテープ起こし / 留守番の夜 / 幕間1 / 集まった四人 / 屍と寝るな / 幕間2 / 黄雨女 / すれちがうもの / 終章
- 忌物堂鬼談（2017年9月 講談社ノベルス / 2020年10月 講談社文庫）
  - 【収録作品】砂歩き / 後ろ立ち / 一口告げ / 霊吸い / にてひなるもの
- 犯罪乱歩幻想（2018年9月 KADOKAWA / 2021年9月 角川ホラー文庫）
  - 【収録作品】屋根裏の同居者 / 赤過ぎる部屋 / G坂の殺人事件 / 夢遊病者の手 / 魔鏡と旅する男 / 骸骨坊主の話 / 影が来る
- 逢魔宿り（2020年9月 KADOKAWA / 2023年3月 角川ホラー文庫）
  - 【収録作品】お籠りの家 / 予告画 / 某施設の夜警 / よびにくるもの / 逢魔宿り

### 編著
- 江戸・東京 歴史ミステリーを歩く（2011年8月 PHP文庫）
  - 編集者時代の企画「ワールド・ミステリー・ツアー13」の「東京篇」を再構築して文庫化。
- 怪異十三（2018年7月 原書房／2025年7月 中公文庫）
  - 国内の短篇7作＋海外の短篇6作に、単行本未収録の自作短篇「霧屍疸村の悪魔」を加えた全14編。

### 共著
「」内が三津田信三の作品
- 本格推理3 迷宮の殺人者たち（1994年4月 光文社文庫）「霧の館 迷宮草子 第一話」
- 異形コレクション33 オバケヤシキ（2005年8月 光文社文庫）「見下ろす家」
- 異形コレクション35 闇電話（2006年5月 光文社文庫）「よなかのでんわ」
- 異形コレクション37 伯爵の血族 紅ノ章（2007年4月 光文社文庫）「赫眼」
- 異形コレクション40 未来妖怪（2008年7月 光文社文庫）「合わせ鏡の地獄」
- 異形コレクション41 京都宵（2008年9月 光文社文庫）「後ろ小路の町家」
- 異形コレクション42 幻想探偵（2009年2月 光文社文庫）「死を以て貴しと為す」
- 新・本格推理 特別編 不可能犯罪の饗宴（2009年3月 光文社文庫）「死霊の如き歩くもの」
- 本格ミステリ09 二〇〇九年本格短編ベスト・セレクション（2009年6月 講談社ノベルス）「迷家の如き動くもの」
  - 　【改題】空飛ぶモルグ街の研究 本格短編ベスト・セレクション（2013年1月 講談社文庫）
- 異形コレクション45 憑依（2010年5月 光文社文庫）「ついてくるもの」
- 名探偵に訊け 最新ベスト・ミステリー（2010年9月 光文社 カッパ・ノベルス）「隙魔の如き覗くもの」
  - 【改題】名探偵に訊け 日本ベストミステリー選集（2013年4月 光文社文庫）
- 怪談 黄泉からの招待状（2012年8月 新潮文庫）「夢の家」
- ミステリマガジン700 国内篇（2014年4月 ハヤカワ・ミステリ文庫）「怪奇写真作家」
- 多々良島ふたたび ウルトラ怪獣アンソロジー（2015年7月 早川書房 / 2018年6月 ハヤカワ文庫JA）「影が来る」
- ベスト本格ミステリ2016（2016年6月 講談社ノベルス）「G坂の殺人事件」
- 悪意の迷路 最新ベスト・ミステリー（2016年11月 光文社）「屋根裏の同居者」
  - 【改題】悪意の迷路 日本ベストミステリー選集（2019年5月 光文社文庫）
- おはしさま 連鎖する怪談（2021年8月 光文社）
- 黒猫を飼い始めた（2023年2月 講談社）「独り暮らしの母」
- 血ぬられた都市伝説 キミが開く恐怖の扉 ホラー傑作コレクション（2025年2月 汐文社）「黄雨女」

### コミカライズ
- 銅☆萬福「黄雨女」（集英社『小説すばる』2016年9月号）
- いしかわえみ 『絶叫学級 転生』特別編「怪談のテープ起こし」（集英社『夏の大増刊号 りぼん スペシャルミント』2016年9月号 / 『絶叫学級 転生4』2017年1月 りぼんマスコットコミックス） - 原作：「すれちがうもの」
- 西塚em「死相学探偵　十三の呪編」（講談社『ヤングマガジンサード』2021年2月号 - 7月号 / 講談社コミックス 2021年8月）
- 西塚em「死相学探偵　六蠱の躯編」（講談社『ヤングマガジン』2021年9月号 - 2022年4月 / 講談社コミックス 2022年6月）

### 単行本未収録作品
- 「気味の悪い古本」（tree 連載企画 「あの本」のあとがき 2019年12月10日）
- 「友だちの家の離れ」（tree 連載企画 Story for you 2020年8月13日）
- 「避難小屋の体験」（STORY LIVE Vol.1 2020年8月31日） - 朗読公演のための書き下ろし
- 「忌名に纏わる話」（STORY LIVE Vol.8 2021年2月8日） - 朗読公演のための書き下ろし
- 「僕にゃんの冒険」（カドブン 2021年1月19日）
- 「ただのろうもの」（『オール讀物』2022年8月号）
- 「妖 怪 談」（『ジャーロ』No.89 2023 JULY - ）

## 編集・企画
発行は同朋舎。発売元は角川書店。

### ワールド・ミステリー・ツアー13
1. ロンドン篇
2. イタリア篇
3. パリ篇
4. 東京篇
5. イギリス篇
6. 東欧篇
7. ドイツ・フランス篇
8. 京都篇
9. 地中海篇
10. アメリカ篇
11. アジア篇
12. ワールド篇
13. 空想篇

### 日本怪奇幻想紀行
- 一之巻 妖怪／百鬼巡り
- ニ之巻 祟り・呪い道中
- 三之巻 幽霊・怨霊怪譚
- 四之巻 芸能・見世物録
- 五之巻 妖怪／夜行巡り
- 六之巻 奇っ怪建築見聞

### ホラージャパネスク叢書
- 幽霊物件案内 怪奇探偵のマル秘情報ファイル（著：小池壮彦）
- 幽霊物件案内 2（著：小池壮彦）
- 恐怖のネット怪談（著：百怪の会）
- 北の幽霊、南の怨霊（著：合田一道、友成純一）
- 百物語の百怪（著：東雅夫）
- 妖怪十二支参り（著：村上健司）
- 妖怪旅日記（著：多田克己、村上健司、京極夏彦）
- 幻想秘湯巡り（著：南條竹則）

### その他
- 怪談徒然草（2002年8月 ダ・ヴィンチブックス / 2006年3月  角川ホラー文庫）
  - 語り手 : 加門七海、聞き手 : 三津田信三・東雅夫

## 映像化作品

### 映画
- のぞきめ（2016年4月2日日本公開、2016年8月10日韓国公開、監督 : 三木康一郎、主演 : 板野友美）

## 世界各国の言語への翻訳

### 韓国

#### 作家三部作
- 기관 호러 작가가 사는 집（忌館 ホラー作家の棲む家）（2011年12月 한스미디어）
- 작자미상, 미스터리 작가가 읽는 책 상 하（作者不詳 ミステリ作家の読む本）（2013年3月）
- 사관장（蛇棺葬）（2014年12月 한스미디어）
- 백사당（百蛇堂）（2014年12月 한스미디어）

#### 刀城言耶シリーズ
- 잘린 머리처럼 불길한 것（首無の如き祟るもの）（2010年8月 비채）
- 산마처럼 비웃는 것（山魔の如き嗤うもの）（2011年8月 비채）
- 염매처럼 신들리는 것（厭魅の如き憑くもの）（2012年9月 비채）
- 미즈치처럼 가라앉는 것（水魑の如き沈むもの）（2013年11月 비채）

#### 死相学探偵シリーズ
- 사상학 탐정 1（十三の呪）（2015年1月 레드박스）
- 사우의 마 ２（四隅の魔）（2015年8月 레드박스）

家シリーズ
- 흉가（凶宅）（2016年3月 북로드)
- 화가（禍家）（2016年7月 북로드)
- 마가（魔邸）（2019年12月 북로드）

幽霊屋敷シリーズ
- 괴담의 집（どこの家にも怖いものはいる）（2015年7月 북로드）

物理波矢多シリーズ
- 검은 얼굴의 여우（黒面の狐）（2019年11月 비채）

#### その他の長篇
- 일곱명의 술래잡기（七人の鬼ごっこ）（2013年1月 북로드）
- 노조키메（のぞきめ）（2014年10月 북로드）

短篇集＆連作短編集
- 붉은 눈（赫眼）（2014年6月 레드박스）
- 괴담의 테이프（怪談のテープ起こし）（2017年8月 북로드）

共著
- 쾌: 젓가락 괴담 경연（筷 怪談競演奇物語）（2021年11月）

### 中国

#### 作家三部作
- 忌馆・恐怖作家的居所（2012年6月 吉林出版集团有限责任公司）
- 作者不详・推理小说家的读本（刊行予定、吉林出版集团有限责任公司）
- 蛇棺葬（刊行予定、吉林出版集团有限责任公司）
- 百蛇堂（刊行予定、吉林出版集团有限责任公司）

#### 刀城言耶シリーズ
- 厌魅・附体之物（2011年6月 吉林出版集团有限责任公司）
- 凶鸟・忌讳之物（2011年6月、吉林出版集团有限责任公司）
- 首无・作祟之物（2011年6月 吉林出版集团有限责任公司）
- 山魔・嗤笑之物（2011年12月 吉林出版集团有限责任公司）
- 密室・自闭之物（2013年2月 吉林出版集团有限责任公司）
- 水魑・沉没之物（2014年7月 吉林出版集团有限责任公司）

#### 家シリーズ
- 祸家（2011年8月 吉林出版集团有限责任公司）
- 凶宅（2012年6月 吉林出版集团有限责任公司）
- 灾园（刊行予定、吉林出版集团有限责任公司）

#### サ行シリーズ
- Slasher 废园杀人事件（2012年6月　吉林出版集团有限责任公司）
- 避难所・杀人告终（刊行予定、吉林出版集团有限责任公司）

物理波矢多シリーズ
- 黑面之狐（2019年9月 花城出版社）

短篇集＆連作短編集
- 赫眼（2013年1月 吉林出版集团有限责任公司）
- 怪谈录音带（2019年4月 花城出版社）

### 台湾

#### 作家三部作
- 忌館：恐怖小說家的棲息之處（2012年8月 獨步文化）
- 蛇棺葬（2013年6月 獨步文化）
- 百蛇堂：怪談作家述說的故事（2013年9月 獨步文化）

#### 刀城言耶シリーズ
- 如無頭作祟之物（2009年10月 皇冠文化）
- 如山魔嗤笑之物（2010年3月 皇冠文化）
- 如魘魅附身之物（2010年8月 皇冠文化）
- 如凶鳥忌諱之物（2011年1月 皇冠文化）
- 如密室牢籠之物（2011年7月 皇冠文化）
- 如幽女怨懟之物（2019年8月 獨步文化）
- 如碆靈祭祀之物（2020年5月 獨步文化）
- 如生靈雙身之物（2020年6月 瑞昇文化）
- 如魔偶攜來之物（2021年11月 瑞昇文化）

死相学探偵シリーズ
- 死相學偵探1：十三之咒（2016年11月 台灣角川）
- 死相學偵探2：四隅之魔（2016年12月 台灣角川）
- 死相學偵探3：六蠱之軀（2017年3月 台灣角川）
- 死相學偵探4：五骨之刃（2017年5月 台灣角川）
- 死相學偵探5：十二之贄（2017年8月 台灣角川）
- 死相學偵探6：八獄之界（2018年6月 台灣角川）
- 死相學偵探7：九孔之罠（2020年11月 台灣角川）
- 死相學偵探最後的案件（2021年11月 台灣角川）

物理波矢多シリーズ
- 黑面之狐（2019年８月 花城出版社 / 2020年９月 瑞昇文化）

その他の長篇
- 七人捉迷藏（2015年4月 獨步文化）
- 窺伺之眼（2016年3月 台灣角川）

短篇集＆連作短編集
- 赫眼（2014年10月 獨步文化）

共著
「」内が三津田信三の作品
- 筷 怪談競演奇物語（2020年2月 獨步文化）「筷子大人（おはしさま）」

### タイ
家シリーズ
- ใต้เงาคำสาป（禍家）（2009年10月）